# Marge Be Not Proud
«Marge Be Not Proud» (с англ. — «Мардж бы это не понравилось») — одиннадцатая серия седьмого сезона мультсериала «Симпсоны».

## Сюжет
Барт видит рекламу новой боевой игры «Bonestorm». Игра становится хитом среди друзей Барта. Барт просит Мардж купить игру, но та отказывается, а взять напрокат не получается из-за того, что всё расхватали ещё до него. Продавец комиксов предлагает попробовать "Вызова на поле гольфа", но Барта не переубедить. Раздосадованный Барт заходит в местный магазин «Эконом», где Джимбо и Нельсон убеждают Барта украсть игру. Барт долго колеблется, некоторые персонажи видеоигр являются ему и пытаются его убедить в том, что виноваты обстоятельства, а персонаж "Вызова на поле гольфа" пробует отговорить Барта от этого, говорит, что это не выход, и предлагает удовлетвориться имеющимися возможностями. Барт пробует сделать то же самое, что и Джимбо с Нельсоном, но, по закону подлости, именно Барт и попадается, на пути из магазина его ловит охранник магазина Дон Бродка, который приказывает Барту уйти и больше не возвращаться в магазин, пригрозив, что иначе Барт проведёт Рождество в детском исправительном центре. Это предельно жёстко демонстрирует Барту всю наивность его представлений о том, в чём он решил поучаствовать и показывает ему, что рано или поздно любое преступление раскрывается.
Мардж, не зная о магазинной краже Барта, берёт семью в тот же самый магазин, чтобы сделать ежегодный рождественский снимок. Барт пытается избежать поимки, но Бродка находит Барта и показывает Мардж и Гомеру записи с видеокамер, где запечатлена кража Барта.
Мардж разочарована в Барте и отдаляется от него. Барт исключается из семейных действий, таких как украшение рождественской ёлки и создание снежных статуй. Суровая реальность как бы мстит Барту, лишая его возможности осуществить мечту за его поступок, за изъяны в правосознании, за попытку получить желаемое в обход существующих правил и нежелание считаться с такими правилами и законами, а также отчасти и за пренебрежение альтернативными вариантами и ложно понимаемую принципиальность. Барт боится, что потерял любовь своей матери, и решает, что он должен возвратить её. Он посещает «Эконом» и возвращается домой с оттопыренной курткой. Мардж подозревает, что он снова что-то украл в магазине, но у Барта под курткой оказывается снимок из магазина, который он купил в подарок матери. Мардж вне себя от радости, и в благодарность за этот рождественский сюрприз она дарит Барту новую игру, которую, со слов продавца магазина, «хотят все дети». И хотя это не «Bonestorm» и Барт откровенно разочарован, он принимает решение не расстраивать мать такой правдой (поскольку она может свести на нет все его старания) и говорит, что очень счастлив.
В сценах, сопровождающих титры, показано, как Барт осваивает игру "Вызов на поле гольфа", но его эмоциональная реакция не показана, чтобы зрители могли сделать свои выводы.

## Производство
Майк Скалли, автор серии базировал её на опыте из своего детства. Скалли было двенадцать лет, когда он посетил дисконтный универмаг «Bradlees» в Уэст-Спрингфилде, Массачусетс. «Двое парней» воровали в магазине, и они «оказали давление» на Скалли на выполнение того же. Он закончил тем, что был пойман на выходе, и «получил один из самых травмирующих моментов» своей жизни. «По сей день это все ещё пугает меня», — сказал Скалли. Он в шутку сказал, что «замечательно заплатить за то, что вновь пережил ужасы своей жизни».
Серию режиссировал Стивен Дин Мур. Исполнительный продюсер Симпсонов, Билл Оукли, думает, что это — одна из наиболее «красивых» режиссированных серий. Он назвал ручную окраску «очень яркой» и «красочной». Серия — первый рождественский выпуск Симпсонов после «Simpsons Roasting on an Open Fire». Оукли сказал, что никто в штате не хотел «примерить Рождество», потому что «как известно» — это первый рождественский выпуск.
Гость сериала Лоуренс Тирни сыграл роль Дона Бродки. Другой бывший исполнительный продюсер Джош Вайнштейн назвал роль Тирни «самым сумасшедшим опытом приглашенной звезды, который он когда-либо имел». В дополнение к воплям пугающих служащих сериала, Тирни обратился с неблагоразумными просьбами, такими как отказ от его отличительного голоса, чтобы сосредоточиться на своем южном акценте. Несмотря на это, Оукли и Вайнштейн думали, что Тирни сделает хорошую работу. Вайнштейн сказал, что «определённо доставит, и он — один из моих любимейших персонажей, с которыми мы работали в сериале». После смерти Тирни ему посвятили серию «The Old Man and the Key».
Серию впервые показали на канале Fox в США 17 декабря 1995 года. Серию выбрали для видеосборника 1999 года под названием «Бартные Войны». Другими сериями в сборнике были «Mayored to the Mob», «Dog of Death», и «The Secret War of Lisa Simpson». Серия была включена в DVD-коллекцию 2005 года под названием «Бартные Войны».Оукли, Вайнштейн, Скалли, Мур, и Сильверман участвовали в аудиокомментариях DVD.

## Критика
В день премьеры серия заняла 47-е место на неделе с 11 декабря до 17 декабря 1995 года, по рейтингу Нильсена и получила оценку 9,5. Это был четвёртая передача с самым высоким рейтингом на канале Fox на той неделе, после матча по боксу, «Fox NFL Sunday» и «Секретных материалов».
С самой премьеры серия получает положительные отзывы от телекритиков. Авторы книги «I Can’t Believe It’s a Bigger and Better Updated Unofficial Simpsons Guide» Уоррен Мартин и Адриан Вуд, написали: «Это очень трогательное Рождество, ведь нам показывают отношения между Мардж и её сыном Бартом» . Дэйв Фостер из DVD Times сказал, что «благодаря острому глазу авторов и редко показываемой хорошей стороне Барта эта серия является очень хорошей и забавной историей с глубоким проникновением в суть истории». Колин Джэйкобсон из «Гид DVD-Movie» сказал, что несмотря на то, что эта серия — одна из «самых сочных» серий на то время, в ней «всё ещё находится потрясающий юмор». Джэйкобсон прокомментировал, что «абсолютно запутался, когда увидел рисунок Гомера-робота, жарящего хот-дог, — это более забавно, если вы увидите это сами — и очередного гостя Лоуренса Тирни, поскольку охранник магазина добавляет смеха в этом эпизоде». Он добавил, что эпизод не попадает в «классическую» категорию, «но дает более чем достаточное развлечение». Дженнифер Мальковски из комментариев на DVD полагала, что та часть серии, когда подавленный Барт делает человека из грязного снега, оставшегося под автомобилем —"удивительно жалостливой". Веб-сайт завершил свой обзор, давая серии оценку B.